# Frente de Liberación Oromo
El Frente de Liberación Oromo (Oromo Liberation Front, OLF; en oromo Adda Bilisummaa Oromoo, y en amárico: ኦሮሞ ፡ ነጽነት፡ ግንባር) es una organización independentista de Etiopía que lucha por la autodeterminación del pueblo oromo.

## Historia
En 1964 se creó una organización pan-oromo llamada Matcha Tulama Association (1964-1967) dirigida por el general Tadesse Birru, que fue ilegalizada en 1967, aún durante el Imperio Etíope. De los restos de este grupo y otros nacionalistas surgió en 1973 el Frente de Liberación Oromo. La organización continuó la lucha armada que hasta 1972 había llevado a cabo la Bale Guerrilla Movement de Waqo Gutu. Su objetivo era la lucha contra el gobierno imperial absoluto de Haile Selassie.
En 1975 el Derg, el gobierno militar comunista de Etiopía, prometió la autodeterminación a los pueblos del Estado etíope. Durante un tiempo, consiguió un cierto apoyo de los diferentes grupos étnicos, incluido el OLF, pero muy pronto se produjo la separación. Los grupos principales que luchaban contra la junta eran el Frente Popular de Liberación de Eritrea (FPLE) y el Frente de Liberación Popular de Tigray (FPLT). Este último pidió una acción común al OLF, pero, en aquel momento, este se negó; entonces, el FPLT organizó un movimiento armado oromo con los prisioneros que había hecho de esta etnia, que se llamó Organización Democrática del Pueblo Oromo (Oromo People's Democratic Organization, OPDO) de tendencia marxista. Al mismo tiempo, el FPLT creó una organización de oposición de mayoría amhara y de alcance en toda Etiopía: la Ethiopian Democratic Officers' Revolutionary Movement (EDORM). En 1981, un grupo del Ethiopian People's Revolutionary Party (EPRP) se había rendido al FPLT y con sus integrantes se organizó otro movimiento de mayoría amhara, el Ethiopian People's Democratic Movement (EPDM). Con todos estos grupos se formó el Ethiopian People's Revolutionary Democratic Front (EPRDF).
En 1991, tras el derrocamiento del gobierno comunista de Mengistu Haile Mariam y la disolución de la República Democrática Popular de Etiopía, el OLF fue uno de los tres fundadores del gobierno de transición, pero enseguida volvieron las discrepancias y, en 1992, el OLF anunció que no participaría en las elecciones y que se retiraba del gobierno de transición. La Southern Ethiopian Peoples Democratic Coalition (una coalición de 10 partidos no controlados por el FPLT) rechazó los resultados electorales que dieron la hegemonía al FPLT y a sus organizaciones regionales satélites. El OLF volvió a la lucha, esta vez contra el régimen de Meles Zenawi. La actividad armada se ha incrementado después de 2005.
La rama armada de la organización lleva el nombre de Ejército de Liberación Oromo. 
Pertenece a la Organización de Naciones y Pueblos No Representados desde el 19 de diciembre de 2004.